# Базаров, Нешан Базарович
Базаров Нишон Базарович (13 ноября 1924 — 22 апреля 1985, Бухара) — советский хозяйственный, государственный и политический деятель.

## Биография
Родился 13.11.1924 года в посёлок Сандахотин. Член КПСС.
Участник Великой Отечественной войны, наводчик ручного пулемёта 355-го обмп Тихоокеанского флота. С 1947 года — на хозяйственной, общественной и политической работе. В 1947—1985 гг. — хозяйственный и партийный работник в Бухарской области, первый секретарь КП Узбекистана, председатель Бухарского облисполкома, первый секретарь Каракульского райкома КП Узбекистана, главный государственный инспектор по закупкам и качеству сельскохозяйственных товаров Бухарской области.
Избирался депутатом Верховного Совета Узбекской ССР 5-го, 6-го, 7-го и 8-го созывов.
Умер в Бухаре 24.04.1985 года.